# Moa Martinson
Moa Martinson, egentligen Helga Maria Martinson, född Swartz den 2 november 1890 i Vårdnäs församling, Östergötland, död 5 augusti 1964 i Sorunda församling i Södermanland, var en svensk författare.
Moa Martinson är en av de mest berömda proletärförfattarna, som framträdde under 1920- och 30-talen. Hon var relativt bortglömd men blev återupptäckt av kvinnorörelsen under 1970-talet. Ebba Witt-Brattström disputerade med avhandlingen Moa Martinson: skrift och drift i trettiotalet 1987. Kerstin Engman publicerade biografin Moa Martinson. Ordet och kärleken 1990.
Gator och torg i Norrköping, Eskilstuna och Stockholm har fått namn efter henne. Även Södertörns högskolas huvudbyggnad, Moas båge, är döpt efter Moa Martinson. Framför huvudbyggnaden finns en skulpturgrupp kallad "Moas stenar", skapad av skulptören Claes Hake.

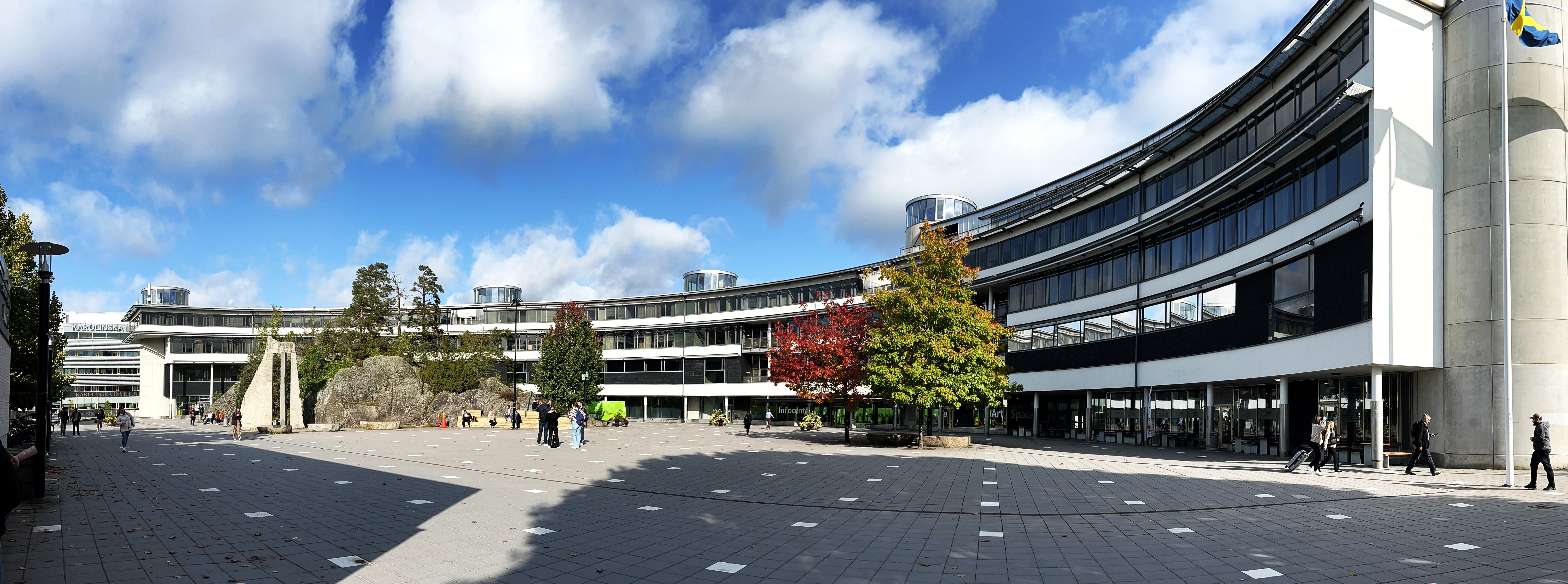
Södertörns högskolas huvudbyggnad Moas båge. Till vänster skulpturgruppen Moas stenar, skapad av skulptören Claes Hake.

## Biografi

### Tidig uppväxt
Moa Martinson föddes i Vårdnäs socken nära Linköping. Hon fick namnet Helga Maria. Hennes mor Kristina Swartz var en 19-årig ogift piga som blev tvungen att lämna sin dotter hos sina föräldrar, och när morfadern gått bort hos olika fosterföräldrar. Enligt en artikel i Östgöta Genealogiska Förenings medlemstidning ÖGF-Lövet nr 101 (maj 2010) var Martinsons far troligen Anders Teodor Andersson Lundin, född 1863 och anställd vid Motala verkstad. Efter ett par år flyttade modern till Norrköping och började arbeta på fabrik. År 1895 gifte modern sig med Alfred Karlsson och kunde därmed ta flickan till sig. Moa Martinsons styvfar arbetade på olika gårdar och i hamnen. Familjens ekonomi var mycket dålig, bland annat till följd av styvfaderns alkoholproblem, och som en följd av detta fick man ofta flytta. Martinsons skolgång blev sporadisk på grund av de ideliga flyttarna.
Under sommaren 1906 arbetade Martinson i restaurangen på den stora Konst- och Industriutställningen på Syltenberget i Norrköping. I romanen Kungens rosor (1939) berättar hon om denna period. På hösten 1906 fick hon en utbildningsplats på en restaurang i Stockholm och började därefter arbeta som kallskänka runt om i Sverige.
Martinsons barndom var fattig. Detta var något som kom att spela mycket stor roll i hennes författarskap.

### Första äktenskapet och torpet Johannesdal

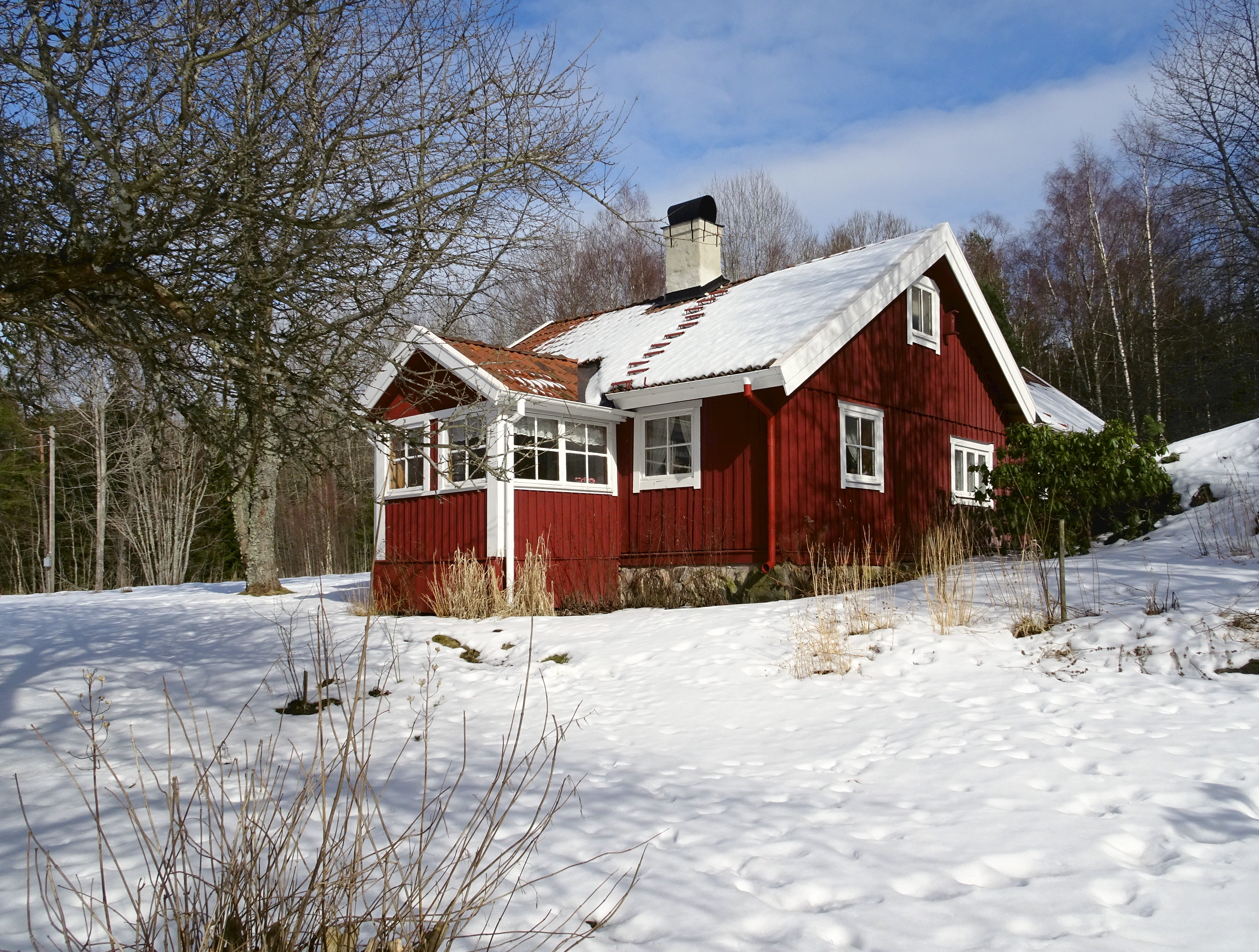
Torpet Johannesdal, mars 2018.

Moa Martinsons mor och styvfar bodde i Ösmo på Södertörn och där träffade hon diversearbetaren Karl Johan Leonard Johansson (1881–1928), son till grundläggaren Johan Peter Johansson och Ulrika Kristina Sundström.
År 1910, när hon väntade sin första son Olof (död 1974), flyttade hon till Karl på torpet Johannesdal nära Ösmo. Där födde hon på fem år ytterligare fyra söner, 1911 Tore (död 1978), 1913 Erik (död 1996), 1914 Manfred och 1916 Knut (båda avled 1925). Alla barnen föddes utom äktenskapet och först 1922 gifte sig Moa och Karl. Hennes man söp ofta upp förtjänsten och Moa Martinson fick försöka skaffa mat åt familjen genom att odla på några åkerlappar, fiska och sätta ut fällor. Hon fick också in pengar genom att servera mat och kaffe till skogsarbetare som arbetade i närheten. Det hände att hennes make fysiskt misshandlade Moa i berusat tillstånd.
1925 drunknade de två yngsta sönerna Manfred och Knut när de skulle gå över isen en aprildag. I januari 1928 tog hennes man Karl livet av sig med dynamit. I sin självbiografiska bok Jag möter en diktare beskriver Martinson sin beundran för vännen Ada, som hjälpte henne genom den svåra period som följde på makens självmord.
På Johannesdal kom hon att stanna resten av sitt liv. Under 1930-talet, när också Harry Martinson utvecklade sitt författarskap där, blev torpet en omtyckt mötesplats för tidens unga författare. Torpet står kvar än idag i det skick, komplett med inredning, som Moa Martinson lämnade det vid sin död 1964.

### Politiskt intresse
Moa Martinson hade börjat skriva redan i tolvårsåldern. Hon var också mycket politiskt intresserad, identifierade sig som syndikalist och fungerade som kassör i Nynäshamns Lokala Samorganisation (LS av SAC). 1922 fick hon sin första insändare publicerad i tidningen Arbetaren under signaturen H.J. (Helga Johansson). Där träffade hon Elise "Ottar" Ottesen-Jensen, som inspirerade henne att börja skriva en roman.  Moa Martinsons politiska intresse resulterade sedan i att hon 1924 också blev invald i kommunalfullmäktige i Sorunda landskommun. 1927 började hon skriva artiklar om situationen för arbetarkvinnorna i de frisinnade feministernas tidning Tidevarvet, där Elin Wägner var redaktör. Det var här hon började använda signaturen Moa. Hon skrev även i tidskrifterna Templar-Kuriren, Nynäshamns Posten och Arbetare-Kuriren. Det var på Arbetare-Kuriren som hon träffade Harry Martinson, som senare blev hennes andre make.  
1934 var hon delegat vid Sovjetiska författarunionens första kongress, tillsammans med maken Harry Martinson. Moa Martinson blev mycket gripen av konferensens innehåll och dess kringaktiviteter – hon skrev efter hemkomsten en uppskattande artikel i Stockholmstidningen. Harry Martinson däremot skrev boken Verklighet till döds (1941) vilken speglar hans  personliga äckel inför den sovjetiska litteraturpolitiken.

### Författarkarriär
I den syndikalistiska dagstidningen Arbetaren publicerade sig Moa Martinson för första gången den 1 november 1922 med artikeln Kvinnan och syndikalismen under rubriken Kvinnan och hemmet. Artikeln var undertecknad med pseudonymen H.J (Helga Johansson). Ottar (Elise Ottesen-Jensen) var också en av publicisterna i Arbetaren. Efter en schism med redaktions-sekreteraren Ragnar Casparsson slutade Ottar och startade en egen kvinnotidning, 1925, Vi kvinnor, i vilken Moa Martinson blev en av de flitigaste skribenterna, under signaturen Madam Andersson i Gråby. Här möts läsarna av en ny talang hos Moa Martinson, den satiriskt kåserande.
År 1924 skrev Moa Martinson sin första roman, Pigmamma: roman ur arbetarkvinnornas värld. Romanen gavs aldrig ut i bokform, men vintern 1928 publicerades den som följetong i anarkisttidningen Brand, där hon börjat skriva i april 1925.
1927 började Martinson skriva i tidningen Tidevarvet, utgiven av kvinnorna i Fogelstadgruppen, och använde då signaturen Moa. Hon skrev både artiklar och berättelser. Efter mannens död 1928 samlade vänner och likasinnade in pengar till Martinson så hon kunde köpa en skrivmaskin och gå på kurs för att lära sig använda den. Strax efteråt fick hon också delta i en kurs på Fogelstad och hon tillbringade ett par betydelsefulla månader där våren 1928.
Moa Martinson började skriva på den bok som skulle bli hennes första utgivna roman, Kvinnor och äppelträd. Hon skickade manuset till olika bokförlag men blev refuserad ända till 1933. Hennes debut väckte stor uppmärksamhet med sitt realistiska språk och sin sexuella frispråkighet. Den handlar om Sallys och Ellens fattiga uppväxt i Norrköpings arbetarkvarter, berättat ur kvinnligt perspektiv. Uppföljaren Sallys söner (1934) handlar om statarnas historia. 

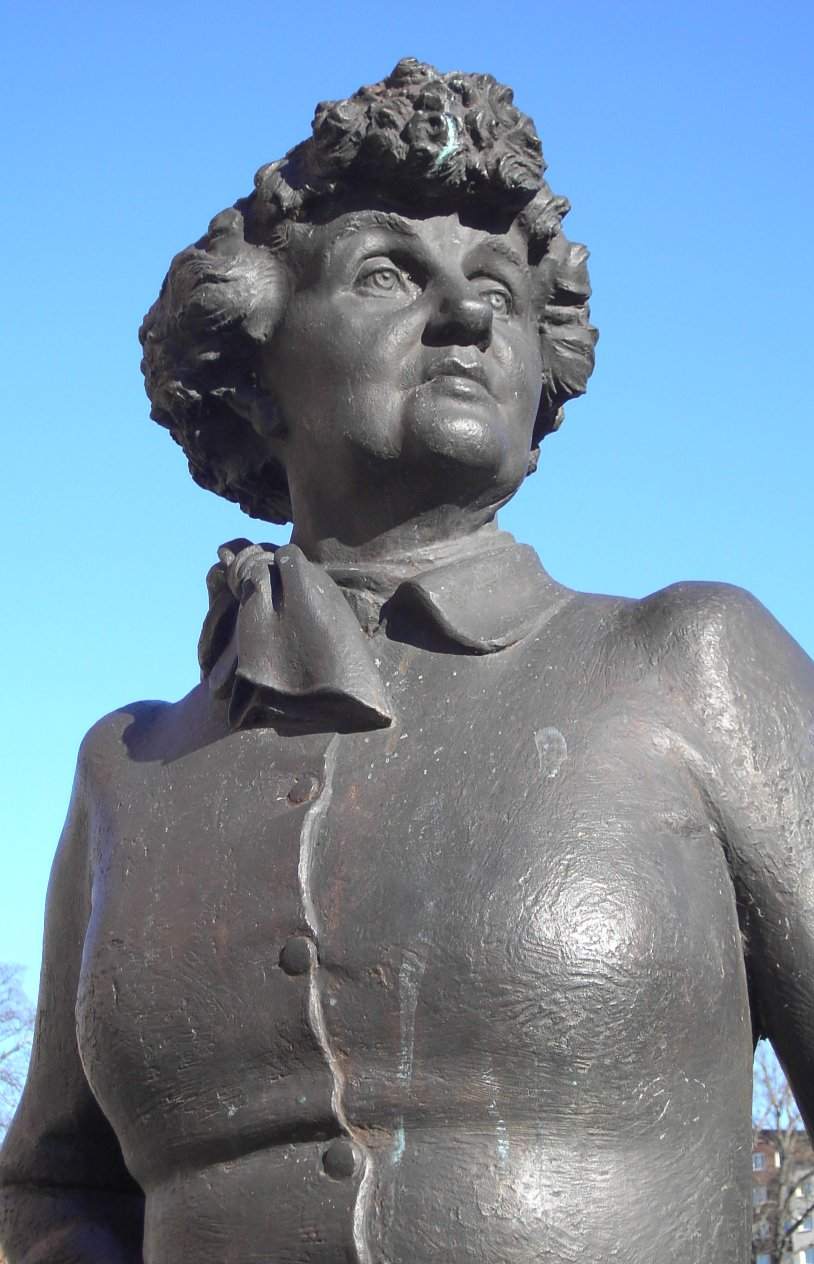
Staty av Moa Martinson vid Grytstorget i Norrköping.

Martinsons mest kända verk är den självbiografiska trilogin om Mia: Mor gifter sig (1936), Kyrkbröllop (1938) och Kungens rosor (1939). Romansviten bygger delvis på följetongen Pigmamma hon skrev 1928–1929 för tidskriften Brand. I böckerna berättar hon osentimentalt om händelser i Norrköping runt sekelskiftet. Hennes stil var spontan och nyckfull, och hennes böcker kännetecknas av humor och socialt patos. Ett återkommande tema är vänskap mellan kvinnor. Bland hennes senare verk märks de historiska romanerna om bondeliv i Östergötland, Vägen under stjärnorna (1940) och Brandliljor (1941). Den så kallade "Bettyserien" bygger på hennes egna år som mamma och ensamförsörjare på torpet Johannesdal. 
Moa Martinson har skarpa skildringar av klassamhället i sina verk. Hon bidrog till att få läsarna att förstå klassamhällets mekanismer. Liksom andra arbetarförfattare kom Martinson från väldigt fattiga omständigheter, och hade inte så hög utbildning, men lyckades ändå uppnå hög status i sin tid, och nå ut till folk.
I de åtta böckerna från trettiotalet visar hon prov på olika genrer, romaner och biografier och noveller. Moa Martinson hade själv ett mödosamt liv, vilket hon skildrar i böckerna på ett realistiskt sätt, och man anar att det hon skriver är självbiografiskt. Hon nådde genom sitt skrivande ut till arbetarklassen som ny grupp, speciellt till arbetarkvinnorna, vilket var mycket nytt för denna tid. Moa Martinsson är det allra fattigaste folkets diktare. ”Den värld hon skildrar är de smutsiga kåkarnas, de utarbetade kärringarnas, de ovårdade ungarnas, södra förstadsgatans, de svältande torpens, den oromantiska nödens värld”.
Moa Martinson gav kvinnor en plats i den skriftliga världen. Enligt litteraturvetaren Ebba Witt-Brattström ska Martinson ha lyft fram arbetarkvinnans värld mycket i sina verk. Witt-Brattström anser att Martinson skildrar kvinnans kluvenhet i kropp och intellekt. Hon tror även att det som drev Martinson var att hon hade ett starkt rättvisepatos och att hon, enligt Martinson själv, ville "fylla i det vita fläckarna i samhällskartan". Med detta kan man anta att Martinson menade att hon ville lyfta fram dem som inte syns i samhället och uppmärksamma dem och försöka få ett mer jämställt samhälle.
Moa Martinson kan kallas för sin tids modernist och feminist. Hon gav röst till dem som inte haft någon förut, underklassen och kvinnorna. Det var något som i hennes tid var modernt och normbrytande. Hon tog även kampen för att göra ett mer jämställt samhälle genom att prata om sådant man inte pratat om, samt att lyfta kvinnor som är den gruppen i samhället som faktiskt är undergivna. Hon har även betytt en stor del för dagens feminism och gett kvinnliga författare mod att kliva fram och ta plats.

### Andra äktenskapet och sista åren
1928 hade hon träffat författaren Harry Martinson och de gifte sig borgerligt den 3 oktober 1929. De bodde kvar på torpet Johannesdal. Äktenskapet var till en början lyckligt och de inspirerade varandra i skrivandet, men Harry var otrogen, och separation följdes av återförening. Han lämnade henne slutgiltigt efter en sjukhusvistelse 1939. På vintern 1940 ansökte hon om skilsmässa och äktenskapet upplöstes 1941. Ivar Lo-Johansson, som var god vän till bägge, skildrade deras äktenskap i Tröskeln (1982).
Moa Martinson avled 1964 på behandlingshemmet Lövstalund och är begravd på Sorunda kyrkogård.

### Samlade upplagor och urval
- Boken om Sally. Stockholm: Tiden. 1945. Libris 1418985 - Innehåll: Kvinnor och äppelträd ; Sallys söner.
- Självbiografiskt. 1-4 ([Jubileumsupplaga]). Stockholm: Tiden. 1950. Libris 3057746
  -  1, Mor gifter sig. 1950. Libris 3057750
  -  2, Kyrkbröllop. 1950. Libris 3057749
  -  3, Kungens rosor. Stockholm: Tiden. 1950. Libris 3057747
  -  4, Jag möter en diktare. Stockholm: Folket i bild. 1950. Libris 3057748
- Moa berättar : antologi / sammanställd av Torsten Eliasson. Stockholm: ABF. 1986. Libris 7430816. ISBN 9157418500
- I egen sak : [noveller, kåserier, artiklar och brev] / urval av Kerstin Engman och Ebba Witt-Brattström. Stockholm: Tiden. 1990. Libris 7421673. ISBN 9155035914 - Innehåller även ett omtryck av debutromanen Pigmamma (1928).
- Moa Martinson : från sten tillbaks till bok  : [textfragment, hämtade ur Moa Martinsons böcker / bearbetade av Lina Nordenström]. [Stockholm]: [Lina Nordenström]. 2012. Libris 14074895. ISBN 9789163392276

### Bearbetningar
- Kvinnor och äppelträd : [pjästext] / Leif Sundberg och Puck Ahlsell, Eva Hassel, Robert Lindband, Birgitta Pettersson, Inga Ålenius med musik av Lars-Erik Brossner. Växjö: Riksteatern/Växjöensemblen. 1977. Libris 21174851
- Berättelser ur Moa Martinsons Mor gifter sig. Del 1-4 / återgivna av Molly Johnson ; ill. av Thelma Aulio-Paananen. Lättläst för vuxna. Stockholm: Askild & Kärnekull. 1979. Libris 190924
- Kvinnor och äppelträd / bearbetad av Busk Rut Jonsson ; bilder av Ulla Zimmerman. Lättläst, 99-0109264-7. Stockholm: LL-förl. 2001. Libris 8382916. ISBN 9189451236
- Mor gifter sig / återberättad av Cecilia Davidsson. Lättläst. Klassiker. Stockholm: LL-förlaget. 2010. Libris 11713643. ISBN 9789170533150
- Broström, Emma; Wiesteen, Ragna (2015). Moa Martinsons Kungens rosor / i bearbetning. Norrköping: Östgötateatern. Libris 18738051

### Studiehandledningar
- Kihlström, Jan (1986). Jag möter en diktare Studiehandledning. Norrköping: ABF. Libris 7437850
- Kihlström, Jan (1986). Kungens rosor Studiehandledning. Norrköping: ABF. Libris 7437873
- Kihlström, Jan (1986). Kyrkbröllop Studiehandledning. Norrköping: ABF. Libris 7437871
- Kihlström, Jan (1986). Mor gifter sig Studiehandledning. Norrköping: ABF. Libris 7437869
- Kihlström, Jan (1986). Rågvakt Studiehandledning. Norrköping: ABF. Libris 7437852
- Kihlström, Jan (1987). Kvinnor och äppelträd Studiehandledning. Norrköping: ABF. Libris 7437923
- Kihlström, Jan (1987). Sallys söner Studiehandledning. Norrköping: ABF. Libris 7437925
- Kihlström, Jan (1987). Vägen under stjärnorna Studiehandledning. Norrköping: ABF. Libris 7437921

## Priser och utmärkelser
- De Nios stora pris 1944

## Moa Martinsons litterära sällskap
1982 bildades Sällskapet Moas vänner för att bevara och värna om Moa Martinsons författarskap och livshistoria. De verkar också för att torpet Johannesdal och dess samlingar ska bevaras. Man stödjer forskning om Moa och hennes verk, stöttar utgivning och spridning av Moas böcker och annat hon har skrivit.
Det årliga Moa-priset delas ut av Sällskapet Moas vänner i samarbete med ABF Stockholm. Det första priset delades ut 1989 till författaren Mary Andersson. Andra pristagare är bland annat Kerstin Ekman 1989, Elsie Johansson 1999 och Gunilla Nyroos 2008.

## Filmatiseringar
- 1974 gjordes tv-filmen Rågvakt, baserad på romanen med samma namn, i regi av Göran Bohman och med Christina Evers i huvudrollen som Karin.
- 1979 gjordes tv-serien Mor gifter sig, baserad på romanen med samma namn, regisserad av Per Sjöstrand. Med Gurie Nordwall som modern, Hans Wigren som styvfadern och Nina Ullerstam som Mia.
- 1986 gjordes spelfilmen Moa, om Martinsons liv, regisserad av Anders Wahlgren och med Gunilla Nyroos i titelrollen.
- 2019 gjordes dokumentärfilmen Moa Martinson - Landsmodern, i regi av Maj Wechselmann och i samarbete med Ebba Witt-Brattström.[26]

### Fotnoter
1. ↑  Vårdnäs församlings födelsebok (C:10), avläst via www.svar.ra.se
2. 1 2 3 4 5   Sveriges dödbok 1901–2009 (DVD-rom) (Version 5.0). Solna: Sveriges släktforskarförbund. 2010. Libris 11931231. ISBN 978-91-87676-59-8
3. ↑  Bonniers lexikon, band 9, spalt 914-915, Albert Bonniers tryckeri, Stockholm 1965
4. ↑  Arne Palmqvist / Odd Grandin: "Svenska författare : Bibliografisk handbok" (Martinson, Moa) sid 167, Almqvist & Wiksells, Uppsala 1967
5. ↑  ”2002: Moas båge står klar – Södertörns högskola 20 år”. http://jubileum.sh.se/milstolpar/2002-moas-bage-star-klar/. Läst 4 september 2020.[död länk]
6. 1 2 3 4 5 6  Engman, Kerstin (2004). Moa Martinson : ordet och kärleken : en biografi ([Ny utg.]). Hjalmarson & Högberg. ISBN 91-89660-53-6. OCLC 186362880. https://www.worldcat.org/oclc/186362880. Läst 2 januari 2022
7. ↑  ÖGF-Lövet nr 101 (maj 2010), s 5-6: Vem var Moa Martinsons far?, av Annika Johansson
8. ↑  ”Moa Martinsons Liv”. http://www.moamartinson.se/moa-martinsons-liv/. Läst 29 oktober 2017.
9. ↑  Sveriges befolkning 1890, CD-ROM, Version 1.02, Sveriges Släktforskarförbund/SVAR (2003).
10. 1 2  Sorunda församlings vigselbok, EI:3
11. 1 2  Andersson, Karl-Olof (1994). Vårt dramatiska sekel. 2: Mellankrigstiden. Brevskolan. sid. 216. ISBN 978-91-574-4059-4. Läst 27 juli 2024
12. 1 2  ”Helga Maria (Moa) Martinson”. https://www.skbl.se/sv/artikel/MoaMartinson. Läst 25 juli 2019.
13. ↑  Martinson, Moa. Jag möter en diktare. http://libris.kb.se/bib/11633418?vw=short. Läst 30 juni 2022
14. ↑  ”Arkiverade kopian”. Arkiverad från originalet den 21 april 2009. https://web.archive.org/web/20090421155454/http://www.moa.martinson.dinstudio.se/text1_9.html. Läst 14 juni 2011.
15. 1 2  Witt-Brattström, Ebba (1988). Moa Martinson - skrift och drift i trettiotalet. sid. 14-28. ISBN 91-1-883422-1
16. ↑  ”Moa Martinson - Modernist och feminist”. http://www.aftonbladet.se/kultur/article20069439.ab. Läst 29 oktober 2017.
17. ↑  ”Livets egen runsten”. https://www.moamartinson.se/moa-martinson-som-forfattare/. Läst 31 juli 2019.
18. ↑  ”Den Svenska Arbetarlitteraturen”. https://urskola.se/Produkter/161227-Hej-litteraturen!-Den-svenska-arbetarlitteraturen. Läst 29 oktober 2017.
19. ↑  Meurling, Per (1984). Den goda tonens pingviner. sid. 58
20. ↑  ”Moa är aktuell 50 år efter sin död”. http://www.lt.se/kultur/moa-ar-aktuell-50-ar-efter-sin-dod. Läst 29 oktober 2017.
21. ↑  ”Moa hjälpte läsarna förstå klassamhället”. https://www.arbetaren.se/2014/08/29/moa-hjalpte-lasarna-forsta-klassamhallet/. Läst 29 oktober 2017.
22. ↑  "Bokval med onödiga pekpinnar : Förnedrande att vårt litterära omdöme ifrågasätts", Arbetet Nyheterna 5 augusti 1997, sid 13, debattartikel av Alice Radomska
23. ↑  Begravda i Sverige, CD, utgivare Sveriges Släktforskarförbund
24. ↑  ”Sällskapet Moas vänner”. https://www.moamartinson.se/sallskapet-moas-vanner/. Läst 4 augusti 2019.
25. ↑  ”Förteckning över Moa stipendiater”. https://www.moamartinson.se/forteckning-over-moastipendiater/. Läst 4 augusti 2019.
26. ↑  ”Svensk filmdatabas”. http://www.svenskfilmdatabas.se/sv/item/?type=film&itemid=625701#release-dates. Läst 14 augusti 2019.

### Allmänna källor
- Witt-Brattström, Ebba (1988). Moa Martinson: skrift och drift i trettiotalet. Stockholm: Norstedt. Libris 7154992. ISBN 91-1-883422-1